# Магитль
Магитль (авар. Магъи́лӀ) — село в Тляратинском районе Дагестана. Входит в состав сельского поселения сельсовет Кособский.

## География
Расположено в 15 км к северу от районного центра — села Тлярата.

## Население
| 1869 | 1888 | 1895 | 1926 | 1939 | 1970 | 1989 |
| ---- | ---- | ---- | ---- | ---- | ---- | ---- |
| 76   | ↗93  | ↘85  | ↘41  | →41  | ↗66  | ↘45  |
| 2002 | 2010 | 2021 |      |      |      |      |
| ↘44  | ↘20  | ↗50  |      |      |      |      |